# Cyphosticha pterocola
Cyphosticha pterocola là một loài bướm đêm thuộc họ Gracillariidae. Nó được tìm thấy ở Karnataka.